# Styrian Open 1995
Styrian Open 1995 — жіночий тенісний турнір, що проходив на відкритих кортах з ґрунтовим покриттям Sportpark Piberstein у Марія Ланковіц (Австрія). Належав до турнірів 4-ї категорії в рамках Туру WTA 1995. Відбувсь удвадцятьтретє і тривав з 24 до 30 липня 1995 року. Перша сіяна Юдіт Візнер здобула титул в одиночному розряді й отримала 17,5 тис. доларів США.

## Фінал

### Одиночний розряд
Юдіт Візнер —  Руксандра Драгомір 7–6, 6–3
- Для Візнер це був єдиний титул в одиночному розряді за сезон і 5-й — за кар'єру.

### Парний розряд
Сільвія Фаріна /  Андреа Темашварі —  Александра Фусаї /  Вілтруд Пробст 6–2, 6–2
- Для Фаріни це був єдиний титул за сезон і 1-й — за кар'єру. Для Темешварі це був єдиний титул за сезон і 11-й — за кар'єру.